# سگ‌های نگهبان
سگ‌های نگهبان (به انگلیسی: Watch Dogs) یک بازی ویدئویی از مجموعه بازی‌های سگ‌های نگهبان، به سبک جهان باز، اکشن-ماجرایی و مخفی‌کاری است که در سال ۲۰۱۴ توسط یوبی‌سافت مونترآل توسعه یافته و به‌وسیلهٔ یوبی‌سافت برای مایکروسافت ویندوز، پلی‌استیشن ۳، پلی‌استیشن ۴، وی یو، اکس‌باکس ۳۶۰، ایکس باکس وان، منتشر شد. تمرکز بازی سگ‌های نگهبان در دادن قابلیت به بازیکن برای به‌دست گرفتن سیستم‌های مختلف الکترونیکی، به‌دست آوردن و کنترل اطلاعات یا از بین بردن آن‌ها در زمان‌های مشخصی است. این بازی، در نشست خبری یوبی‌سافت در ای۳ ۲۰۱۲ معرفی شد. سگ‌های نگهبان ابتدا قرار بود در اواخر سال ۲۰۱۳ عرضه شود، اما با تأخیری چند ماهه در ۲۷ مه سال ۲۰۱۴ روانه بازار شد. دنبالهٔ این بازی تحت عنوان سگ‌های نگهبان ۲ در نوامبر ۲۰۱۶ عرضه شد، و سومین بازی نیز به نام سگ‌های نگهبان: لژیون در اکتبر ۲۰۲۰ منتشر شد.

## گیم پلی
در بازی به سبک سگ‌های نگهبان، بازیکنان کنترل مردی به‌نام آیدن پیرس (با صدای نوآم جنکینز) را به‌دست می‌گیرند که می‌تواند به دستگاه‌های الکترونیکی مختلف محافظت شده به سیستم‌عامل مرکزی شهر (ctOS) نفوذ کند؛ و به بازی‌کننده این اجازه داده می‌شود تا راه‌های مختلفی را برای ردکردن مراحل بازی بپیماید. به‌طور مثال هک کردن تلفن‌های همراه مردم به‌منظور بازیابی داده‌های بانکی و سرقت منابع مالی، ایجاد اختلال در عملکرد تجهیزات برای منحرف کردن دیگر شخصیت‌ها و هک کردن چراغ‌های راهنمایی و رانندگی جهت به وجود آوردن تصادف، هک کردن کنتور برق و فاضلاب، و…. بازیکنان همچنین می‌توانند اطلاعات غیرنظامیان (افراد معمولی) را از طریق افزودن بازخوردهای واقعیت افزوده به‌دست بیاورند که منجر به فراهم آمدن اطلاعات مربوط به شخصیت، سلامت و رفتار افراد می‌شود. هدف‌ها در نمایشگاه‌ها و مراسم‌ها به نمایش درمی‌آیند که مشمول پیدا کردن اهداف خاص و به‌قتل رساندن آن‌ها، گریز از دست پلیس و دنبال کردن قربانیان، به منظور متوقف کردن قاتلان آن‌ها می‌باشد. مبارزه از مخفی‌کاری و پارکور، همراه با مکانیسم تیراندازی سوم شخص مبتنی بر پوشش تشکیل شده‌است. از ویژگی‌های سخت بازی، ویژگی چندنفره بودن آنلاین آن است که در آن بازیکن دیگر می‌تواند دوربین‌های مداربسته را کنترل کند و در تلاش است تا بازیکن اصلی را هک کند.

## داستان
داستان سگ‌های نگهبان سراسر حول محور اطلاعات جنگی می‌چرخد، داده‌هایی که به‌هم می‌پیوندند، و افزایش تکنولوژی-بازجویی جهانی که اجرای آن‌ها کاملاً به کامپیوترها بستگی دارد. این بازی واقعیت‌های شهر شیکاگو را به تصویر می‌کشد که یکی از بسیار شهرهایی است که ویژگی یک ابررایانه را دارد و به عنوان «CtOS» سیستم‌عامل مرکزی شناخته می‌شود. سیستم‌های کنترل تقریباً هر نقطه از فناوری در شهر را زیر نظر دارد که شامل اطلاعاتی در مورد همهٔ ساکنان و فعالیت‌های شهر است که می‌تواند برای اهداف گوناگون مورد استفاده قرار گیرد. در جهان موجود در بازی، خاموشی‌ای در شمال شرقی یافت می‌شود که مربوط به فعالیت‌های یک هکر می‌باشد و باعث پیشرفت و تکامل CtOS می‌شود. بازی یک ضدقهرمان به‌نام آیدن پیرس را که یک هکر بسیار ماهر می‌باشد دنبال می‌کند و نویسنده او را با «مشت و عقل» (کسی که هم متفکر و هم مبارز باشد) عنوان می‌کند. گیم‌پلی دموی رونمایی شده در ای۳، تلاش آیدِن را برای ترور یک غول رسانه‌ای به‌نام «جوزف دمیکو» که به اشتباه به اتهام قتل تبرئه شده بود را به تصویر می‌کشد.
داستان بازی پیرامون یک حادثهٔ واقعی در سال ۲۰۰۳ در آمریکا می‌باشد. در این سال یک هکر به نام ریموند کنی با انتشار یک ویروس در سیستم مدیریتی آمریکا باعث می‌شود که برق ۵۵ میلیون نفر قطع شود و در همین خاموشی حدود ۱۷ انسان بی گناه که مشخص نشد توسط چه کسانی کشته شده‌اند، به قتل برسند. این حادثهٔ عظیم سبب می‌شود که نهادهای نظارتی برای جلوگیری از هر گونهٔ حادثه یا اتفاقی سیستم نظارت بر شهر را به یک سیستم کاملاً کامپیوتری به نام سیستم‌عامل مرکزی تبدیل کنند. در این میان عدهٔ زیادی که قصد مقابله با چنین نا عدالتی‌ها را داشتند توسط این سیستم سرکوب می‌شدند یکی از این افراد شخصیت اصلی بازی یعنی آیدن پیرس می‌باشد که خانواده‌اش در این راه صدمهٔ جدی دیده‌اند. آیدن برای مقابله با تمامی این نابسامانی‌ها و نجات مردم و از همه مهم‌تر انتقام از کسانی که به خانواده‌اش صدمه زده‌اند دست به یک خیزش می‌زند، خیزشی که می‌تواند تمام شیکاگو را به ورطهٔ نابودی بکشاند. با توجه به اینکه آیدن یک هکر با سابقه است تنها راه مقابله با این سیستم که به اختصار ctOS نامیده می‌شود را هک کردن این سیستم می‌داند.

## تولید
یوبی‌سافت مونترآل کار توسعهٔ سگ‌های نگهبان را در سال ۲۰۱۰ آغاز کرد. جاناتان مورین مدیر خلاق یوبی‌سافت مونترآل اشاره کرد بازی سگ‌های نگهبان طراحی شده تا «فراتر از بازی‌های جهان-باز امروزی» عمل کند، همهٔ این‌ها به استفاده از اطلاعات به‌عنوان یک طراحی هدف، و اجازه دادن به بازیکنان به کنترل تمام نقاط شهر از طریق مکانیک‌های هک آن برمی گردد.
این بازی به‌طور رسمی در کنفرانس مطبوعاتی یوبی‌سافت در ای۳ ۲۰۱۲ رونمایی شد. اگر چه یک کپی از تریلر به‌طور زودهنگام توسط کانال یوتیوب یوبی‌سافت ارسال شد، اما اندکی پس از آن خیلی سریع، قبل از اینکه تریلر رسمی‌اش منتشر شود، برداشته شد. یوبی‌سافت تأیید کرد که بازی برای ویندوز مایکروسافت منتشر خواهد شد.
در ۱۵ فوریه ۲۰۱۳، یک تصویر تبلیغاتی آپکامینگ از بازی همراه با جزئیات بیشتر داستان، توسط یکی از کارمندان گیم‌استاپ به کوتاکو فرستاده شد. عکس‌های روی فلایر نشان‌دهندهٔ آن بود که پیشنهاد می‌شود سگ‌های نگهبان برای «همهٔ کنسول‌های خانگی» در کریسمس ۲۰۱۳ روانه شود. سگ‌های نگهبان برای «همهٔ کنسول‌های خانگی» اعلام شد و بحث مطبوعات سر این است که آیا این بازی «واقعاً ماجرایی نسل بعد» کنسول‌های ایکس‌باکس وان، پلی‌استیشن ۴ یا وی یو را نیز شامل می‌شود یا خیر. در ۱۹ فوریه، خرده‌فروشان از جمله آمازون، گیم‌استاپ و بست بای یک نسخه از وی یو را برای پیش‌خرید لیست کردند. در طی کنفرانس مطبوعاتی سونی در ۲۰ فوریه ۲۰۱۳ تأیید شد که سگ‌های نگهبان برای پلی‌استیشن ۴ می‌آید. همچنین در این کنفرانس مطبوعاتی، یکی دیگر از دموهای بازی نمایش داده شد. دمدمه‌های غروب، در یک مصاحبهٔ مطبوعاتی از یوبی‌سافت، نسخهٔ رسمی وی یو تأیید شد.
سگ‌های نگهبان از یک موتور جدید به‌نام Disrupt استفاده کرده‌است که به‌صورت اختصاصی توسط یوبی‌سافت مونترآل برای سگ‌های نگهبان طراحی شده‌است. یوبی‌سافت کنسول‌های پی‌سی و نسل-بعد را برای نسخهٔ سگ‌های نگهبان در اولویت قرار داد. دومینیک گای تهیه‌کنندهٔ ارشد یوبی‌سافت اظهار داشت که دسته بازی وی یو، یک «ابزار طبیعی» مناسب برای سگ‌های نگهبان در نظر گرفته شده‌است. مدیر عامل یوبی‌سافت اظهار داشت که یوبی‌سافت قصد دارد سگ‌های نگهبان با بازی‌های سبک-بازمانند سری اتومبیل‌دزدی بزرگ رقابت داشته باشد. سازندگان بازی با شرکت کاسپراسکای لابراتوار همکاری داشتند تا عمل هک کردن در بازی را واقعی‌تر جلوه دهند.

## انتشار
در ۲۹ آوریل ۲۰۱۳، یوبی‌سافت چهار کلکسیونر چاپی (ویژه) از سگ‌های نگهبان که شامل The DEDSEC (یک نسخهٔ ویرایشی از سگ‌های نگهبان)، VIGILANTE (لباس‌ها)، Uplay و نسخه‌های ویژه معرفی کرد.
دموی نسخهٔ پی‌سی بازی سگ‌های نگهبان که شامل گیم‌پلی منحصربه‌فرد و گرافیک با کیفیت در حد «نسل بعد» بود، با استقبال بی‌نظیر و دریافت انتقاد مثبت منتقدان پس از رویداد مطبوعاتی مواجه شد. بازی بسیاری از بهترین جایزه‌های ای۳، از جمله بهترین جایزهٔ نمایش از GamingExcellence را دریافت کرد. آی‌جی‌ان این بازی را به‌عنوان بهترین بازی کامپیوتری، همچنین به‌عنوان بهترین شگفتی‌ساز و بهترین فرنچایز انتخاب کرد.
| امکانات                                     | استاندارد (پی‌سی و کنسول‌ها) | نسخه ویژه (پی‌سی و کنسول‌ها)  | نسخه DEDSEC (پی‌سی و کنسول‌ها)                                              | نسخه VIGILANTE (پی‌سی و کنسول‌ها)    | نسخه منحصربه‌فرد Uplay (پی‌سی و کنسول‌ها)                                    |
| ------------------------------------------- | -------------------------- | --------------------------- | ------------------------------------------------------------------------- | ---------------------------------- | ------------------------------------------------------------------------- |
| دیسک بازی                                   | آری                        | آری                         | آری                                                                       | آری                                | آری                                                                       |
| بسته‌بندی منحصربه‌فرد                         | نه                         | نه                          | آری                                                                       | آری                                | نه                                                                        |
| مأموریت‌های تک‌نفره                           | نه                         | آری (پیشرفت غیرمنتظرهٔ بسته) | آری (بستهٔ پَلِس مانند (Palace Pack), شات امضاء شده و پیشرفت غیرمنتظرهٔ بسته) | آری (بستهٔ پَلِس مانند (Palace Pack)) | آری (بستهٔ پَلِس مانند (Palace Pack), شات امضاء شده و پیشرفت غیرمنتظرهٔ بسته) |
| مجسمهٔ کوچک ۲۳ سانتی‌متری (۹ اینچی) آیدن پیرس | نه                         | نه                          | آری                                                                       | نه                                 | نه                                                                        |
| بسته‌بندی شکیل اختصاصی                       | نه                         | نه                          | آری                                                                       | نه                                 | آری                                                                       |
| کتاب نقاشی‌های هنری (Artbook) سگ‌های_نگهبان   | نه                         | نه                          | آری                                                                       | نه                                 | نه                                                                        |
| موسیقی‌های متن اوریجینال                     | نه                         | نه                          | آری                                                                       | آری                                | نه                                                                        |
| شیکاگو مپ (نقشهٔ شیکاگوی) سگ‌های_نگهبان       | آری                        | نه                          | آری                                                                       | نه                                 | نه                                                                        |
| مجموعهٔ کارت‌ها                               | نه                         | نه                          | آری                                                                       | نه                                 | نه                                                                        |
| نشان‌های اختصاصی                             | نه                         | نه                          | آری                                                                       | نه                                 | نه                                                                        |
| کلاه و ماسک آیدن پیرس                       | نه                         | نه                          | نه                                                                        | آری                                | نه                                                                        |

## اقبال
تا ژوئیه 2014 بیشتر 8 میلیون نسخه فروخته بود.
منتقد گیم اسپات نقطه قوت بازی را جنگ ها و ویژگی هک کردن، کاراکترهای فرعی و دنیای باز دانست.

### جوایز
بهترین استودیوی سال 2014

## ادامه و برداشت ها
واچ داگز 2 نوامبر 2016 منتشر شد. واچز داگز لجیون اکتبر 2020 منتشر شد. مجموعه انیمیشن نیز در حال ساختن است.

## معادل‌های انگلیسی
1. ↑  Aiden Pearce
2. ↑  cover-based
3. ↑  Central Operating System
4. ↑  Joseph DeMarco
5. ↑  Reymond Kenney
6. ↑  Central Operation System
7. ↑  Dominic Guay
8. ↑  Special editions